# Шкаплеров, Антон Николаевич
Анто́н Никола́евич Шка́плеров (род. 20 февраля 1972, Севастополь) — российский космонавт-испытатель отряда ФГБУ «НИИ ЦПК имени Ю. А. Гагарина», кандидат технических наук, полковник ВВС РФ (30.12.2009). Совершил четыре космических полёта к Международной космической станции, в ходе которых провёл три выхода в открытый космос — общей продолжительностью 21 час 39 минут. Герой Российской Федерации (2013).
1 февраля 2023 года выбыл из отряда космонавтов, с этого же числа — заместитель начальника 1-го управления ЦПК имени Ю. А. Гагарина (по отбору и подготовке космонавтов к лётным и наземным испытаниям и эксплуатации пилотируемых космических аппаратов).

## Биография

### Детство и образование
Отец — Николай Иванович Шкаплеров, проходил службу в звании старшего мичмана на подводных лодках Черноморского флота; мать — Тамара Викторовна Шкаплерова, работала в библиотечном коллекторе; сестра — Елена Николаевна Шкаплерова.
Дед — участник Великой Отечественной войны, прошёл боевой путь до Берлина, а позже служил егерем и лесником на советско-китайской границе.
С 1974 по 1986 год вместе с родителями жил в Балаклаве в доме № 18 по улице Кирова. Учился в местной школе № 30, где его одноклассницей была будущая актриса Ольга Симонова.
В детстве Антон занимался спортом и танцами, был солистом танцевального ансамбля «Радость». Посещал занятия в ДОСААФ. В 16 лет он впервые поднялся в небо самостоятельно, без инструктора. Лётную подготовку прошёл в 1989 году в Севастопольском авиационном клубе на самолёте Як-52.
- С 1989 по 1992 год учился в Черниговском высшем военном авиационном училище лётчиков (ЧВВАУЛ).
- В 1994 году окончил с отличием Качинское ВВАУЛ.
- В 1997 году окончил Военно-воздушную инженерную академию имени Жуковского по специальности «лётчик-инженер-исследователь».
- В 2010 году окончил Российскую академию государственной службы при Президенте Российской Федерации по специальности «Юриспруденция».

### Опыт работы
С 1997 по 1998 год — служба в строевой части ВВС в Калужской области.
С 1998 года — старший лётчик-инструктор пилотажной группы «Небесные Гусары» Центра показа авиационной техники ВВС, затем — командир эскадрильи авиаполка ВВС в городе Кубинка Московской области. Летает на самолётах Л-39 и МиГ-29. 29 мая 2003 года решением Межведомственной комиссии по отбору космонавтов был зачислен в отряд космонавтов для прохождения общекосмической подготовки. Является 521-м космонавтом мира и 111-м космонавтом России
С 16 июня 2003 года по 28 июня 2005 года прошёл курс общекосмической подготовки и 5 июля 2005 года решением Межведомственной квалификационной комиссии ему присвоена квалификация «космонавт-испытатель».
В июле 2008 года появились сообщения о его назначении в дублирующий экипаж 22-й экспедиции на МКС. 21 сентября 2008 года это назначение было подтверждено в опубликованном пресс-службой Роскосмоса плане полётов на МКС.
В июле 2009 года появилась информация о его назначении в дублирующий экипаж 27-й экспедиции и о возможности его назначения в основной экипаж 29-й экспедиции на МКС. 7 октября 2009 года это назначение было подтверждено НАСА (пресс-релиз № 09-233).
В ноябре 2009 года прошёл клинико-физиологическое обследование и на заседании ГМК 19 ноября 2009 года был признан годным к космическому полёту. 19 декабря 2009 года Межведомственной комиссией утверждён в качестве командира дублирующего экипажа корабля «Союз ТМА-17» и члена 22/23-й основных экипажей МКС.
Во время старта ТК «Союз ТМА-17» 21 декабря 2009 года был дублёром командира корабля.
На заседании Межведомственной комиссии по отбору космонавтов и их назначению в составы пилотируемых кораблей и станций 26 апреля 2010 года был аттестован в качестве космонавта отряда ФГБУ «НИИ ЦПК имени Ю. А. Гагарина».
Был назначен в долговременные экипажи МКС-29 и МКС-30.
В 2021 году назначен в состав экипажей МКС-66/МКС-67. Старт ТПК «Союз МС-19» с участниками кинопроекта «Вызов» в составе МКС-66 успешно осуществлен 5 октября 2021 года.
14 марта 2023 года покинул отряд космонавтов. Работает в Центре подготовки космонавтов имени Ю. А. Гагарина на должности заместителя начальника управления по отбору и подготовке космонавтов к летным и наземным испытаниям и эксплуатации пилотируемых космических аппаратов. С 1 января 2023 года ведёт программу «Космические истории» на Первом канале в тележурнале «Подкаст. Лаб».
В 2025 году вместе с дочкой Кристиной принял участие в шоу на ТНТ «Сокровища императора» и занял второе место. 

### Полёты
Первый раз стартовал 14 ноября 2011 года в качестве командира космического корабля «Союз ТМА-22» и бортинженера экипажа МКС по программе 29-й и 30-й основной космической экспедиции. Полёт завершён 28 апреля 2012 года — спуск ТПК «Союз-ТМА»
.
Второй раз стартовал 24 ноября 2014 года в качестве командира космического корабля «Союз ТМА-15М». Полёт завершён 11 июня 2015 года — спуск ТПК «Союз-ТМА»
Третий раз стартовал 17 декабря 2017 года в качестве командира космического корабля «Союз МС-07». Полёт завершён 3 июня 2018 года — спуск КК «Союз МС-07»
Четвёртый старт состоялся 5 октября 2021 года в качестве командира космического корабля «Союз МС-19». Полёт завершён 30 марта 2022 года — спуск КК «Союз МС-19».
Статистика
| # | Стартовый корабль | Старт, UTC        | Экспедиция              | Корабль посадки | Посадка, UTC      | Налёт                        | Выходы в открытый космос | Время в открытом космосе |
| - | ----------------- | ----------------- | ----------------------- | --------------- | ----------------- | ---------------------------- | ------------------------ | ------------------------ |
| 1 | Союз ТМА-22       | 14.11.2011, 04:14 | Союз ТМА-22, МКС-29/30  | Союз ТМА-22     | 27.04.2012, 11:45 | 165 суток 07 часов 31 минута | 1                        | 06 часов 15 минут        |
| 2 | Союз ТМА-15М      | 23.11.2014, 21:01 | Союз ТМА-15М, МКС-42/43 | Союз ТМА-15М    | 11.06.2015, 13:44 | 199 суток 16 часов 43 минуты | 0                        | 0                        |
| 3 | Союз МС-07        | 17.12.2017, 07:21 | Союз МС-07, МКС-54/55   | Союз МС-07      | 03.06.2018, 12:39 | 168 суток 05 часов 18 минут  | 1                        | 08 часов 13 минут        |
| 4 | Союз МС-19        | 05.10.2021, 08:55 | Союз МС-19, МКС-65/66   | Союз МС-19      | 30.03.2022, 11:28 | 176 суток 02 часа 33 минуты  | 1                        | 07 часов 11 минут        |
|   |                   |                   |                         |                 |                   | 709 суток 08 часов 04 минуты | 3                        | 21 час 39 минут          |

## Семейное положение
Женат, в семье 2 дочери: Кира и Кристина.

## Общественная позиция
Американский астронавт Терри Вёртс был шокирован реакцией Антона Шкаплерова, находившегося на МКС вместе с ним, когда российские войска захватили Крым. «Командир „Союза“, Антон Шкаплеров родом из Севастополя в Крыму. Его жена — украинка. И он такой: „Крым наш, Крым наш“. Он был горд, что они забрали Крым», — сказал Вёртс.
В 2024 году являлся доверенным лицом кандидата в президенты России Владимира Путина.

## Награды и звания
- Герой Российской Федерации (2 ноября 2013[17])
- Орден «За заслуги перед Отечеством» III степени (29 мая 2019) — за мужество и высокий профессионализм, проявленные при осуществлении длительного космического полёта на Международной космической станции[18]
- Орден «За заслуги перед Отечеством» IV степени (26 января 2017) — за мужество и высокий профессионализм, проявленные при осуществлении длительного космического полёта на Международной космической станции[19]
- Орден Гагарина (31 июля 2023) — за большой вклад в развитие пилотируемой космонавтики и мужество, проявленное при осуществлении длительного космического полёта на Международной космической станции[20]
- Медаль «За воинскую доблесть» II степени
- Медаль «За укрепление боевого содружества»
- Медаль «За отличие в военной службе» I степени
- Медаль «За отличие в военной службе» II степени
- Медаль «За отличие в военной службе» III степени
- Медаль «За службу в Военно-воздушных силах»
- Медаль «100 лет Военно-воздушным силам»
- Медаль Алексея Леонова (2015) — за совершённый в 2011 году выход в открытый космос[21]
- Знак преподобного Сергия Радонежского (15 января 2021) — за особо плодотворную государственную, благотворительную и общественную деятельность на благо Московской области[22]
- Лётчик-космонавт Российской Федерации[17]
- Космонавт 1-го класса (14 августа 2018) «За образцовое выполнение пилотируемых космических полётов по программе МКС, а также в соответствии с Положением о космонавтах РФ»[23]
- медаль «За выдающуюся общественную службу» (НАСА);
- медаль «За космический полёт» (НАСА);
- «Почётный гражданин города-героя Севастополя» (11.09.2012);
- с 9 марта 2013 года почётный гражданин города Гагарин «за большие заслуги в области исследования, освоения и использования космического пространства, многолетнюю добросовестную работу, активную общественную деятельность, продолжение звёздного подвига Юрия Алексеевича Гагарина»[24]
- Национальная премия «Имперская культура» имени Эдуарда Володина (2022)[25]
- Почётная грамота Правительства Севастополя (8 января 2024) — за вклад в укрепление имиджа города федерального значения Севастополя на международной арене